# Hyllus pudicus
Hyllus pudicus är en spindelart som beskrevs av Tord Tamerlan Teodor Thorell 1895. Hyllus pudicus ingår i släktet Hyllus och familjen hoppspindlar. Inga underarter finns listade i Catalogue of Life.